# Zacisz
Zacisz (deutsch Südenort) ist eine kleine Siedlung in der polnischen Woiwodschaft Ermland-Masuren und gehört zur Stadt- und Landgemeinde Węgorzewo (Angerburg) im Powiat Węgorzewski (Kreis Angerburg).

## Geographische Lage
Zacisz liegt im einstigen Schülzer Wald des Steinorter Forsts im Nordosten der Woiwodschaft Ermland-Masuren – unmittelbar an der Grenze zum Powiat Kętrzyński (Kreis Rastenburg). Bis zur Kreisstadt Węgorzewo (Angerburg) sind es 13 Kilometer in nordöstlicher Richtung.

## Geschichte
Das Gründungsdatum der früheren Försterei Südenort ist der 28. März 1874. In den Folgejahren entstand hier eine kleine Forsthaussiedlung, die ein Wohnplatz des Gutsbezirks Stawisken  (1938 bis 1945: Teichen, polnisch Stawiska), ab 1928 der Landgemeinde Steinort (polnisch Sztynort) war. Im Jahre 1905 zählte er nur drei Einwohner in einem Wohnhaus.
Seit 1945 gehört die kleine Siedlung zu Polen und trägt den polnischen Namen „Zacisz“. Sie ist eine Ortschaft im Verbund der Stadt- und Landgemeinde Węgorzewo im Powiat Węgorzewski, vor 1998 zur Woiwodschaft Suwałki, seither zur Woiwodschaft Ermland-Masuren gehörig.

## Kirche
Evangelischerseits war Südenort bis 1945 in die Kirche Rosengarten in der Kirchenprovinz Ostpreußen der Kirche der Altpreußischen Union, katholischerseits in die Kirche Zum Guten Hirten in Angerburg im Bistum Ermland eingepfarrt. Heute sind die katholischen Einwohner von Zacisz zur Pfarrei in Radzieje im Bistum Ełk (Lyck) der Römisch-katholischen Kirche in Polen ausgerichtet, während die evangelischen Kirchenglieder zur Kirchengemeinde in Węgorzewo gehören, einer Filialgemeinde der Pfarrei in Giżycko (Lötzen) in der Diözese Masuren der Evangelisch-Augsburgischen Kirche in Polen.

## Verkehr
Ein Bahnanschluss besteht für Zacisz nicht. Es führt lediglich ein Landweg von Tarławecki Róg (Mittenort) aus über Zacisz in den Nachbarkreis Kętrzyn über Podlasie (Louisenhof) nach Silec (Schülzen).